# Скамењена шума (Лезбос)
Скамењена шума у Лезбосу је скамењена шума на острву Лезбос у Грчкој.
Скамењена шума у Лезбосу је проглашена заштићеним природним спомеником. Формирана је од скамењених остатака биљака која се може наћи у многим местима у западном делу острва Лезбос. Територија оивичена насељима Ересос, Антиса и Сигри је веома густа у фосилизацији дебла и облика Скамењене шуме Лезбос, којим је управљао природњачки музеј Скамењене шуме Лезбос. Изоловани биљни фосили се могу наћи у многим другим деловима острва, укључујући насеља Метимна, Поликнита, Пломари и Акраси.
Скамењена шума у Лезбосу је главни геолошког споменик на истоименом острву”.